# Nuevo Estadio de Ebebiyín
Nuevo Estadio de Ebebiyín – stadion sportowy w Ebebiyín w Gwinei Równikowej.

## Historia
W październiku 2014 roku stadion gościł finał Copa de la Primera Dama.
Stadion został jednym z czterech obiektów rozgrywania meczów Pucharu Narodów Afryki 2015.